# Memoriał Alfreda Smoczyka 1958
VIII Memoriał Alfreda Smoczyka odbył się 21 września 1958 r. Zwyciężył Henryk Żyto, który już wygrał w poprzedniej edycji.

## Wyniki
- 21 września 1958 r. (niedziela), Stadion im. Alfreda Smoczyka (Leszno)

| Msc. | Zawodnik                   | Klub                  | Pkt  |              |  |
| ---- | -------------------------- | --------------------- | ---- | ------------ |  |
| 1    | (1) Henryk Żyto            | Unia Leszno           | 11+3 | (3,3,3,2) +3 |  |
| 2    | (9) Zdzisław Waliński      | Unia Leszno           | 11+2 | (3,3,2,3) +2 |  |
| 3    | (5) Edward Kupczyński      | Sparta Wrocław        | 10   | (3,3,1,3)    |  |
| 4    | (12) Kazimierz Bentke      | Unia Leszno           | 9    | (2,2,3,2)    |  |
| 5    | (7) Andrzej Bartoszkiewicz | Unia Leszno           | 9    | (2,3,2,2)    |  |
| 6    | (6) Jan Malinowski         | Polonia Bydgoszcz     | 6    | (1,3,0,2)    |  |
| 7    | (11) Bernard Kacperak      | Włókniarz Częstochowa | 6    | (2,2,1,1)    |  |
| 8    | (8) Bolesław Bonin         | Polonia Bydgoszcz     | 5    | (1,3,0,1)    |  |
| 9    | (13) Marian Philipp        | Górnik Rybnik         | 3    | (2,1,0,0)    |  |
| 10   | (4) Andrzej Pogorzelski    | Start Gniezno         | 3    | (u,1,1,1)    |  |
| 11   | (10) Paweł Waloszek        | Śląsk Świętochłowice  | 2    | (0,0,0,2)    |  |
| 12   | (3) Jan Kusiak             | Unia Leszno           | 2    | (1,1,ns,ns)  |  |
| 13   | (2) Bronisław Rogal        | Legia Warszawa        | 1    | (u,0,1,0)    |  |